# Tephrosia aemula
Tephrosia aemula är en ärtväxtart som först beskrevs av Ernst Meyer, och fick sitt nu gällande namn av William Henry Harvey. Tephrosia aemula ingår i släktet Tephrosia och familjen ärtväxter. Inga underarter finns listade i Catalogue of Life.